# Efekt szminki
Efekt szminki – twierdzenie, iż w gospodarce w okresach kryzysów gospodarczych funkcjonuje mechanizm polegający na radykalnej zmianie preferencji konsumentów w tym sensie, iż zmniejsza się konsumpcja dóbr luksusowych o dużej wartości, a wzrasta konsumpcja dóbr luksusowych o relatywnie mniejszej wartości np. zmniejsza się wolumen sprzedaży luksusowych samolotów i samochodów, a wzrasta wolumen sprzedaż luksusowych kosmetyków, urządzeń elektronicznych, produktów spożywczych. 
Nazwa zjawiska została stworzona przez Leonarda Laudera, szefa Estee Lauder Companies w roku 2001, który zauważył, obserwując kryzys gospodarczy na jesieni 2000 roku w Stanach Zjednoczonych, iż pomimo pogarszających się warunków gospodarczych poziom sprzedaży kosmetyków, a szczególnie szminek, wzrasta. Podejrzewał on, że kobiety dokonując wyborów przy ograniczonych zasobach finansowych, zastępują dobra luksusowe o znacznej wartości (np. ekskluzywne torebki) dobrami równie luksusowymi ale relatywnie tańszymi. W przypadku mężczyzn mamy do czynienia ze zmniejszeniem wolumenu sprzedaży luksusowych samochodów a wzrostem wolumenu sprzedaży urządzeń elektronicznych. Na potwierdzenie swojej tezy wskazał dane z okresu kryzysu ekonomicznego lat 30. XX wieku oraz okres recesji w latach 90. w Stanach Zjednoczonych, kiedy notowano wzrost sprzedaży kosmetyków oraz brak redukcji zatrudnienia w branży kosmetycznej. Ponadto stwierdził on, że wielkość sprzedaży szminek może stanowić wskaźnik ekonomiczny, na podstawie którego można prognozować wystąpienie kryzysu gospodarczego. 
W wyniku bliższego zapoznania się z dostępnymi danymi historycznymi oraz bieżącymi danymi występowanie efektu szminki zostało zakwestionowane: 
- Brak jest jednoznacznych, wiarygodnych danych dotyczących wielkości sprzedaży szminek w okresach kryzysu gospodarczego, na podstawie których można przeprowadzić badanie.
- Badanie cząstkowe przeprowadzone przez firmę konsultingową Kline & Company dla lat 1989–2007 i opublikowane w The Economist w styczniu 2009 roku wskazuje, iż brak jest korelacji pomiędzy wielkością sprzedaży szminek a występowaniem kryzysu gospodarczego.
- Efekt szminki jest podobnym do wcześniej proponowanych wskaźników takich jak długość spódnicy czy poziom sprzedaży alkoholu.